# William Holmes
William Jefferson Holmes (23 febbraio 1904 – Los Angeles, 2 febbraio 1978) è stato un montatore statunitense.
Attivo in 55 pellicole dal 1927 al 1942, vinse l'Oscar per il miglior montaggio nel 1942 per il film Il sergente York.

## Filmografia parziale
- Flying Luck (1927)
- Dugan of the Dugouts (1928)
- Romance of a Rogue (1928)
- Thundergod (1928)
- A Perfect Gentleman (1928)
- The Aviator (1929)
- Cercatrici d'oro (Gold Diggers of Broadway) (1929)
- Hardboiled Rose (1929)
- The Million Dollar Collar (1929)
- Hold Everything (1930)
- The Life of the Party (1930)
- The Second Floor Mystery (1930)
- Agente segreto Z1 (Three Faces East) (1930)
- Illicit (1931)
- Manhattan Parade (1931)
- Svengali (1931)
- Il segreto del dottore (Alias the Doctor) (1932)
- Io sono un evaso (I Am a Fugitive from a Chain Gang) (1932)
- Tramonto (Dark Victory) (1939)
- Il sergente York (Sergeant York) (1941)
- La storia del generale Custer (They Died with Their Boots On) (1941)